# Musée Adam-Mickiewicz
Le Musée Adam-Mickiewicz de Paris est un musée consacré à un grand poète romantique polonais, Adam Mickiewicz.

## Historique
Le musée a été fondé en 1903 par le fils du poète, Ladislas Mickiewicz, dans les locaux de la Bibliothèque polonaise de Paris, quai d'Orléans. Il est le plus ancien musée consacré à Mickiewicz. Ce dernier y fut bibliothécaire.

## Collections
La collection du musée comprend des documents relatifs à la personnalité d’Adam Mickiewicz et certains de ses effets personnels. On peut y trouver notamment la copie de son acte de baptême, de son certificat de décès, les actes de candidatures aux différents postes, sa nomination en tant que professeur à l’Université de Lausanne et comme professeur au Collège de France.
Le musée possède des manuscrits du poète notamment des Aïeux (Dziady), du Livre de la nation et du pèlerin polonais ou le manuscrit de la traduction de The Giaour de Byron.
Des visites guidées sont organisées le jeudi après-midi et le samedi matin sur rendez-vous.